# 2014年ソチオリンピック

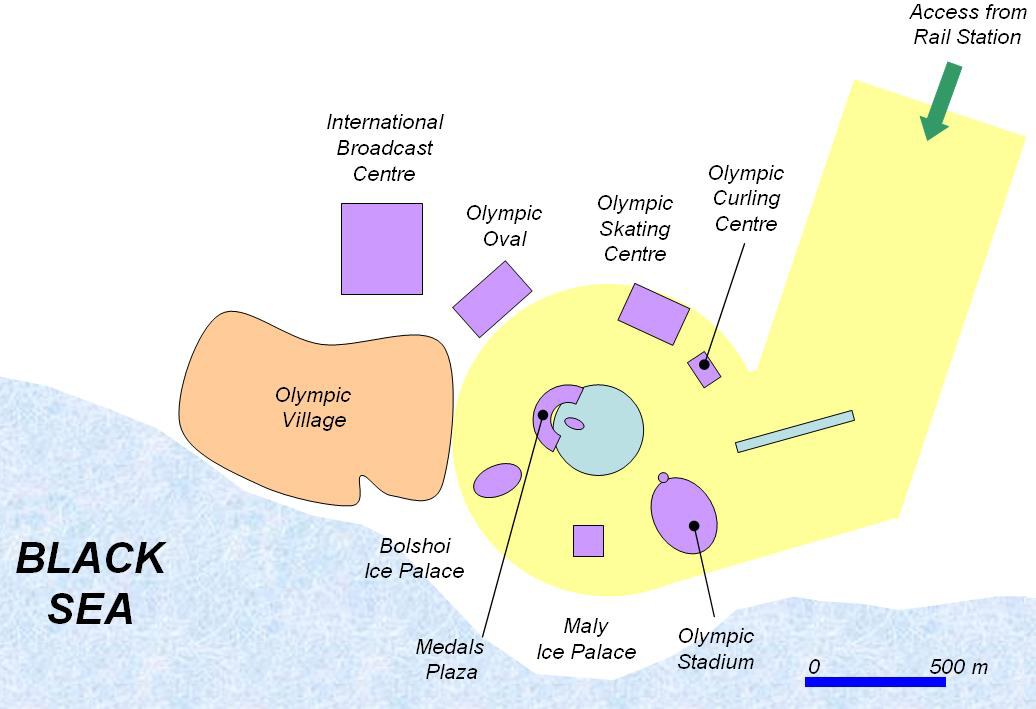
ソチオリンピック公園の計画

2014年ソチオリンピック（2014ねんソチオリンピック）は、2014年2月7日から23日までロシアのソチで開催された第22回冬季オリンピック。ソチ2014（Sochi 2014、Сочи 2014）と呼称される。
テーマは"Hot. Cool. Yours."（ホットで、クールな、みんなの大会）。

## 大会招致までの経緯
開催地は2007年7月4日にグアテマラのグアテマラシティで開催された第119次IOC総会でソチに決定した。総会直前までは、前回2010年冬季オリンピックの開催地投票でバンクーバーに接戦で負けた韓国の平昌が最有力候補だったが、二度の投票の末に接戦を制したソチに決定した。

### 最終立候補都市と投票結果
| 都市         | 国           | 1回目 | 2回目 |
| ------------ | ------------ | ----- | ----- |
| ソチ         | ロシア       | 34    | 51    |
| 平昌         | 韓国         | 36    | 47    |
| ザルツブルク | オーストリア | 25    | -     |

#### 一次選考で落選した都市
- ソフィア（ ブルガリア）
- アルマトイ（ カザフスタン）
- ボルジョミ（ ジョージア）
- ハカ（ スペイン）

## 参加国・地域
出典：
| - アルバニア - アンドラ - アルゼンチン - アルメニア - オーストリア - オーストラリア - アゼルバイジャン - ベラルーシ - ベルギー - バミューダ - ボスニア・ヘルツェゴビナ - ブラジル - ブルガリア - カナダ - ケイマン諸島 - チリ - 中国 - クロアチア - キプロス - チェコ - デンマーク - ドミニカ国 - エストニア - フィンランド - フランス - イギリス - グルジア - ドイツ - ギリシャ | - 香港 - ハンガリー - インド - アイルランド - イラン - アイスランド - イスラエル - イタリア - ジャマイカ - 日本 - カザフスタン - 韓国 - キルギス - ラトビア - レバノン - リヒテンシュタイン - リトアニア - ルクセンブルク - マルタ - メキシコ - モナコ - モンゴル - モンテネグロ - モロッコ - オランダ - ネパール - ノルウェー - ニュージーランド - パキスタン | - パラグアイ - ペルー - フィリピン - ポーランド - ポルトガル - モルドバ - ルーマニア - ロシア (開催国) - サンマリノ - スウェーデン - セルビア - スロバキア - スロベニア - スペイン - スイス - タジキスタン - タイ - マケドニア共和国 - 東ティモール - トーゴ - トンガ - チャイニーズタイペイ - トルコ - ウクライナ - アメリカ合衆国 - ウズベキスタン - ベネズエラ - イギリス領ヴァージン諸島 - アメリカ領ヴァージン諸島 - ジンバブエ |

## 実施競技と日程
今大会から新種目としてフィギュアスケート団体、スキージャンプ女子、スキーハーフパイプ、スキー・スノーボードスロープスタイル、スノーボードパラレル回転、バイアスロン男女混合リレー、リュージュ団体が採用された。
冬季オリンピックとしては史上初めて、開会式に先立って競技を施行することになった（夏季オリンピックでは2000年シドニーオリンピック以降が開会式に先立って競技を施行している）。
2014年2月6日 - 2月23日（日付は全てモスクワ時間）。「予」は予備日。
| 日付           | 日付                             | 06 | 07 | 08 | 09 | 10 | 11 | 12 | 13 | 14 | 15 | 16 | 17 | 18 | 19 | 20 | 21 | 22 | 23 |
| -------------- | -------------------------------- | -- | -- | -- | -- | -- | -- | -- | -- | -- | -- | -- | -- | -- | -- | -- | -- | -- | -- |
| 開会式・閉会式 | 開会式・閉会式                   |    | 開 |    |    |    |    |    |    |    |    |    |    |    |    |    |    |    | 閉 |
| スキー         | アルペンスキー                   |    |    |    | •  | •  |    | •  |    | •  | •  | •  |    | •  | •  |    | •  | •  |    |
| スキー         | クロスカントリースキー           |    |    | •  | •  |    | •  |    | •  | •  | •  | •  |    |    | •  |    |    | •  | •  |
| スキー         | スキージャンプ                   |    |    | •  | •  |    | •  |    |    | •  | •  |    | •  |    |    |    |    |    |    |
| スキー         | ノルディック複合                 |    |    |    |    |    |    | •  |    |    |    |    |    | •  |    | •  |    |    |    |
| スキー         | フリースタイルスキー             | •  |    | •  |    | •  | •  |    | •  | •  |    |    | •  | •  |    | •  | •  |    |    |
| スキー         | スノーボード                     | •  |    | •  | •  |    | •  | •  |    |    |    | •  | •  |    | •  |    |    | •  |    |
| スケート       | スピードスケート                 |    |    | •  | •  | •  | •  | •  | •  |    | •  | •  |    | •  | •  |    | •  | •  |    |
| スケート       | フィギュアスケート               | •  |    | •  | •  |    | •  | •  | •  | •  |    | •  | •  |    | •  | •  |    |    |    |
| スケート       | ショートトラックスピードスケート |    |    |    |    | •  |    |    | •  |    | •  |    |    | •  |    |    | •  |    |    |
| アイスホッケー | アイスホッケー                   |    |    | •  | •  | •  | •  | •  | •  | •  | •  | •  | •  | •  | •  | •  | •  | •  | •  |
| ボブスレー     | ボブスレー                       |    |    |    |    |    |    |    |    |    |    | •  | •  | •  | •  |    |    | •  | •  |
| ボブスレー     | スケルトン                       |    |    |    |    |    |    |    | •  | •  | •  |    |    |    |    |    |    |    |    |
| バイアスロン   | バイアスロン                     |    |    | •  | •  | •  | •  |    | •  | •  |    | •  | •  |    | •  |    | •  | •  |    |
| カーリング     | カーリング                       |    |    |    |    | •  | •  | •  | •  | •  | •  | •  | •  | 予 | •  | •  | •  |    |    |
| リュージュ     | リュージュ                       |    |    | •  | •  | •  | •  | •  | •  |    |    |    |    |    |    |    |    |    |    |

## 競技会場

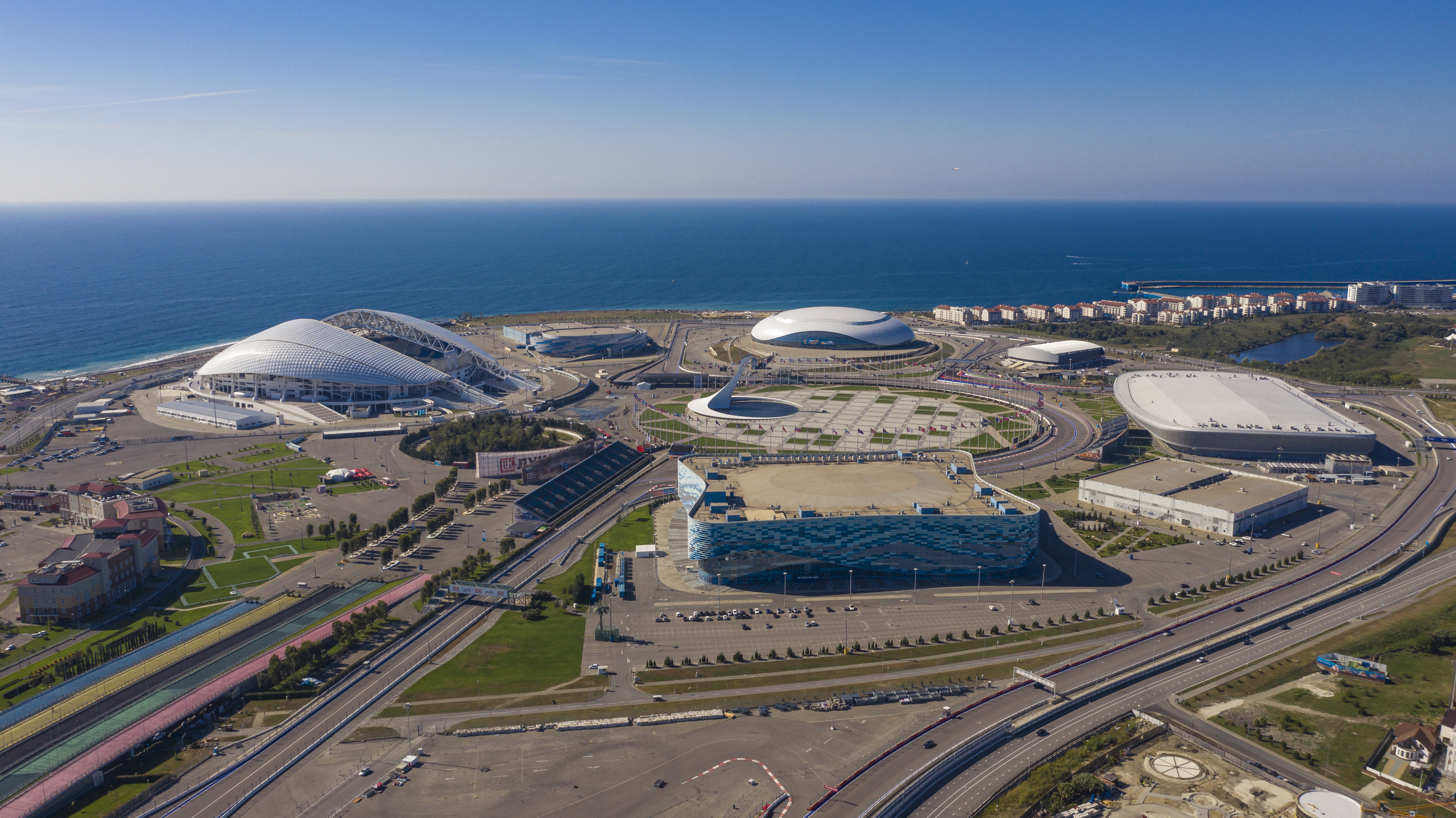
オリンピックパーク（2018年）

競技会場は大きく分けて、ソチの黒海沿岸及びクラースナヤ・ポリャーナ山岳地区の2ヵ所に集まっている。競技終了後は、各会場でメダリストにブーケを手渡す「フラワーセレモニー」を行った後、ソチ・オリンピック・パークのメダル・プラザで表彰式を行った。（アイスホッケー・クロスカントリー女子30km・男子50kmを除く）

### コースタルクラスター（沿岸エリア）
- ソチ・オリンピック・パーク（英語版、ロシア語版）（最寄駅：オリンピックパーク駅）
  - フィシュト・オリンピック・スタジアム（40,000人収容） - 開閉会式[4]
  - シャイバ・アリーナ（7,000人収容） - アイスホッケー[5]
  - ボリショイ・アイス・ドーム（12,000人収容） - アイスホッケー[6]
  - アイス・キューブ・カーリング・センター（英語版、ロシア語版）（3,000人収容）  - カーリング[7]
  - アドレル・アリーナ（8,000人収容）- スピードスケート[8]
  - アイスバーグ・スケーティング・パレス（12,000人収容）- フィギュアスケート、ショートトラック[9]

### マウンテンクラスター（山岳エリア）
- クラースナヤ・ポリャーナ地区（最寄駅：クラースナヤ・ポリャーナ駅）
  - ルスキエ・ゴルキ・ジャンピング・センター（英語版、ロシア語版）（15,000人収容） - スキージャンプ、ノルディック複合[10]
  - スライディング・センター・サンキ（英語版、ロシア語版） - ボブスレー、スケルトン、リュージュ[11]
  - ラウラ・クロスカントリースキー&バイアスロン・センター（英語版、ロシア語版）（16,000人収容） - クロスカントリー、バイアスロン[12]
  - ロザ・フトル・エクストリーム・パーク（英語版、ロシア語版）（15,000人収容） - フリースタイルスキー、スノーボード[13]
  - ロザ・フトル・アルパイン・センター（英語版、ロシア語版） - アルペンスキー[14]

## 国・地域別メダル獲得数

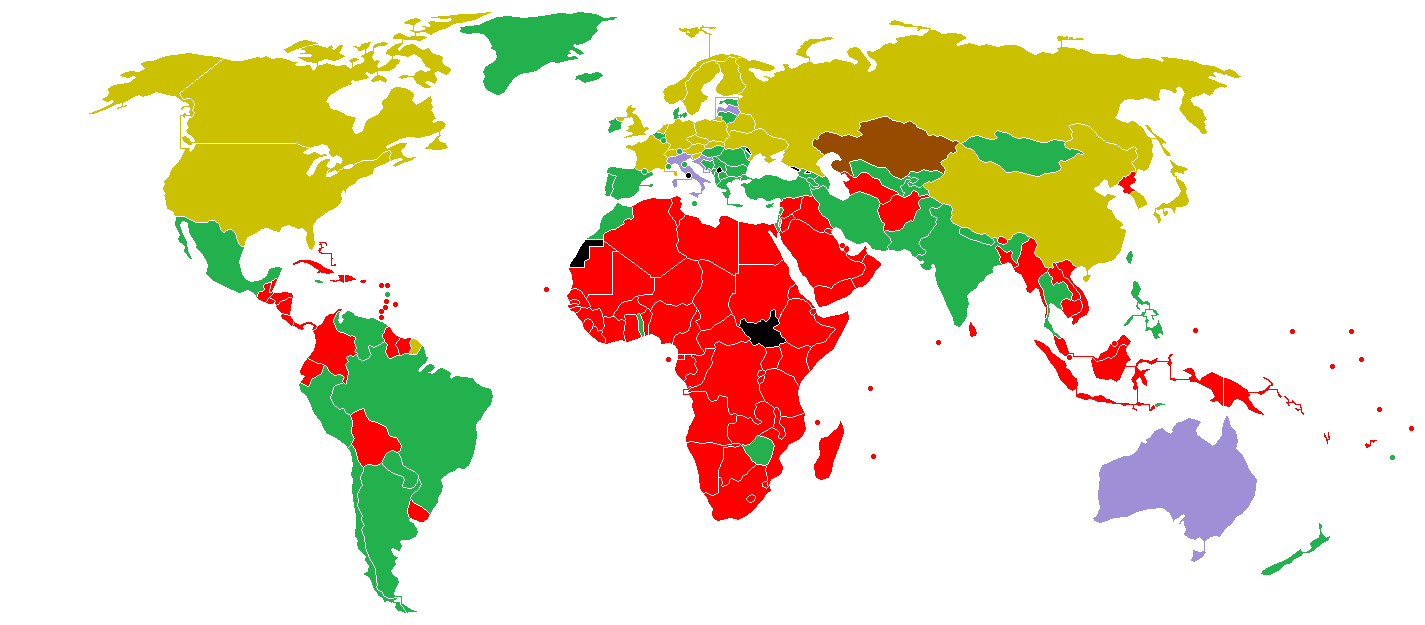
ソチオリンピック メダル獲得状況
最高が金メダルの国
最高が銀メダルの国
最高が銅メダルの国
メダル獲得のなかった国
大会不参加の国
国内オリンピック委員会が未承認の国

開催国ロシアによる大規模なドーピングが発覚し、2017年12月までにロシア人選手46名が永久追放処分、メダル13枚（=金4+銀8+銅1）が剥奪された。その後、2018年2月1日にスポーツ仲裁裁判所の決定を受けて剥奪された13枚のうち9枚（=金2+銀6+銅1）のメダルが返還され、結果的に獲得した33枚から4枚（=金2+銀2）のメダルが剥奪されたことになった。
2014年ソチオリンピックのメダル受賞数一覧（2014ねんソチオリンピックのメダルじゅしょうすういちらん）は、2014年2月7日から23日までロシアのソチで開催された2014年ソチオリンピックの国・地域別メダル受賞数一覧。
開催国ロシアによる大規模なドーピングが発覚し、2017年12月までにロシア人選手25名が永久追放、メダル13枚（=金4+銀8+銅1）が剥奪された。その後、2018年2月1日にスポーツ仲裁裁判所の決定を受けて剥奪された13枚のうち9枚のメダルが返還され、結果的に獲得した33個から4つのメダルが剥奪されたことになった。そして2022年5月にメダルの繰上げが決められた。

## 国・地域別メダル受賞数一覧
| 順   | 国・地域                | 金 | 銀 | 銅 | 計  |
| ---- | ----------------------- | -- | -- | -- | --- |
| 1    | ノルウェー (NOR)        | 11 | 6  | 9  | 26  |
| 2    | ロシア (RUS) （開催国） | 10 | 10 | 9  | 29  |
| 3    | カナダ (CAN)            | 10 | 10 | 5  | 25  |
| 4    | アメリカ合衆国 (USA)    | 9  | 9  | 10 | 28  |
| 5    | オランダ (NED)          | 8  | 7  | 9  | 24  |
| 6    | ドイツ (GER)            | 8  | 6  | 5  | 19  |
| 7    | スイス (SUI)            | 7  | 2  | 2  | 11  |
| 8    | ベラルーシ (BLR)        | 5  | 0  | 1  | 6   |
| 9    | オーストリア (AUT)      | 4  | 8  | 5  | 17  |
| 10   | フランス (FRA)          | 4  | 4  | 7  | 15  |
| 11   | ポーランド (POL)        | 4  | 1  | 1  | 6   |
| 12   | 中国 (CHN)              | 3  | 4  | 2  | 9   |
| 13   | 韓国 (KOR)              | 3  | 3  | 2  | 8   |
| 14   | スウェーデン (SWE)      | 2  | 7  | 6  | 15  |
| 15   | チェコ (CZE)            | 2  | 4  | 3  | 9   |
| 16   | スロベニア (SLO)        | 2  | 2  | 4  | 8   |
| 17   | 日本 (JPN)              | 1  | 4  | 3  | 8   |
| 18   | フィンランド (FIN)      | 1  | 3  | 1  | 5   |
| 19   | イギリス (GBR)          | 1  | 1  | 3  | 5   |
| 19   | ラトビア (LAT)          | 1  | 1  | 3  | 5   |
| 21   | ウクライナ (UKR)        | 1  | 0  | 1  | 2   |
| 22   | スロバキア (SVK)        | 1  | 0  | 0  | 1   |
| 23   | イタリア (ITA)          | 0  | 2  | 6  | 8   |
| 24   | オーストラリア (AUS)    | 0  | 2  | 1  | 3   |
| 25   | クロアチア (CRO)        | 0  | 1  | 0  | 1   |
| 26   | カザフスタン (KAZ)      | 0  | 0  | 1  | 1   |
| 合計 | 合計                    | 98 | 97 | 99 | 294 |

## 競技別メダル剥奪数一覧
すべてロシア選手から剥奪。
| 競技              | 種目                | 金 | 銀 | 銅 | 計 |
| ----------------- | ------------------- | -- | -- | -- | -- |
| バイアスロン 詳細 | 女子7.5kmスプリント | 0  | 1  | 0  | 1  |
| バイアスロン 詳細 | 女子24kmリレー      | 0  | 1  | 0  | 1  |
| ボブスレー 詳細   | 男子2人乗り         | 1  | 0  | 0  | 1  |
| ボブスレー 詳細   | 男子4人乗り         | 1  | 0  | 0  | 1  |
| 合計              | 合計                | 2  | 2  | 0  | 4  |

## テレビ放送
- 開催国・ロシア国内ではチャンネル1と全ロシア国営テレビ・ラジオ放送会社、NTVプラスが放映権を取得した[1]。
- アメリカ国内ではNBCが今大会を含め2020年東京オリンピックまでの4大会分の放映権を獲得した[2] [3]。
- 日本国内ではNHKと民放によって構成されるジャパンコンソーシアムが放映権を取得した。冬季オリンピックとしてはアナログ放送終了後初めてとなる[4]。
- 韓国国内ではSBSが引き続き放映されることが決定している[5]。
- カナダではCBCが2008年北京大会以来の放映を獲得[6]。

詳しくはこちら

## 開催費用
ソチオリンピックの開催関連費用は、当初の予算では120億ドルだった。それが大幅に増額され、ロシアの公的機関やメディアの多くは510億ドルと報じた。ロシアの財務・会計コンサルティング会社FBKの戦略分析部に在籍したイゴール・ニコラエフは、667億ドルと推定した。2008年北京オリンピックを上回る、近代オリンピック史上最高額となった。巨大な予算額の理由は、ソ連時代以来、新規事業がほとんど無かった道路、鉄道、病院、発電所などのインフラ整備が不可欠だったからである。
ロシア大統領ウラジーミル・プーチンは、アメリカ人映画監督オリバー・ストーンとのインタビューで、次のように述べた。
「ソチの冬季オリンピックを準備していたとき、われわれはソチを通年型リゾートにする構想を持っていた。国際水準のリゾートだ。それを発表した当初は懐疑的な声も多く、不可能だと言う者も多かった。交通インフラもエネルギーインフラも整っていない、と。環境への悪影響や下水道システムの不備、宿泊施設の不足も問題視された。もちろんスポーツ施設など影も形もなかった。
それが今ではソチは通年型リゾートになった。冬はスキーを楽しみつつ、夜は海辺のホテルに滞在できる。山岳部と沿岸部を結ぶ高速鉄道があるからだ。自動車用道路も二つあり、20～30分で移動できる。ソチはすでに国際リゾート地になった」
「われわれはガスのパイプラインを二本敷設した。一つは海底を通り、もう一つは山腹を通るルートだ。発電所とピーク対応のための補助的発電所も造った。山腹を通る橋、トンネル、高速道路、ソチを囲む鉄道、そして四万室の宿泊施設も整えた。」
また、オリバー・ストーンによる、「投資資金はすべてあなたの友人、つまりあなたの息のかかったオリガルヒに渡ったという批判もある」との質問には、プーチンは次のように答えた。
「（笑）ほんとうにくだらない話だ。ばかばかしい。契約はすべて実力本位で決まったものだ。資金の相当部分が外国企業にもわたった。契約を受注した海外企業が稼いだ金額は10億ドルを超える。トンネル建設を国際的事業主体に任せたときには、カナダから専門家が来ていた。」。

## 競技の開始時間
スキージャンプ、フリースタイルスキーのモーグル、スノーボードのハーフパイプはナイターでの開催となった。

## 金メダル
- チェリャビンスク隕石の落下から1年後の2014年2月15日に金メダルを獲得した選手（ヴィクトル・アンなど）には、隕石の破片を埋め込んだ記念メダルが授与されることになった[10]。

## 大会マスコット

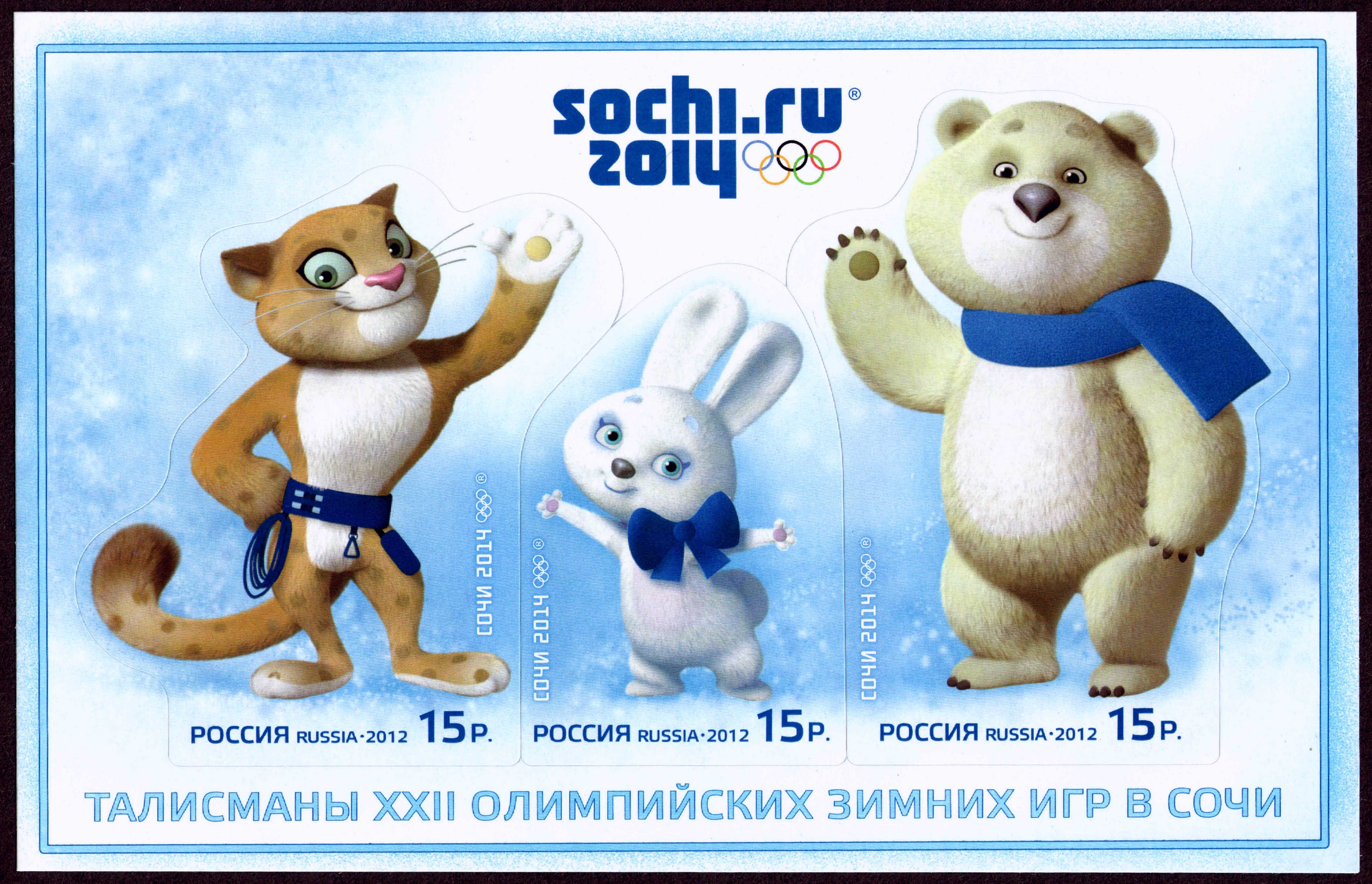
本大会のマスコット

2011年2月26日、2014年ソチオリンピックのマスコットがユキヒョウ、ホッキョクグマ、ノウサギの3体に決定したことが発表された。後にユキヒョウは褐色のヒョウに変更された。ホッキョクグマは1980年モスクワオリンピックのマスコット「ミーシャ」の孫とされる。